# 下伊尔森
下伊尔森是德国莱茵兰-普法尔茨州的一个市镇。总面积2.84平方公里，总人口104人，其中男性58人，女性46人（2011年12月31日），人口密度37人/平方公里。